# Eustomias micraster
Eustomias micraster är en fiskart som beskrevs av Parr 1927. Eustomias micraster ingår i släktet Eustomias och familjen Stomiidae. Inga underarter finns listade i Catalogue of Life.